# كين بايرز
كين بايرز (بالإنجليزية: Ken Byers)‏ هو لاعب كرة قدم أمريكية أمريكي، ولد في 6 أبريل 1940 في لوغان في الولايات المتحدة.